# Nati nel 1947/Ottobre
| Questa pagina contiene informazioni ricavate automaticamente dalle voci biografiche con l'ausilio del template Bio e di un bot. L'aggiornamento è periodico e automatico e ricostruisce completamente la pagina. Se manca una persona in questa lista, sei pregato di non aggiungerla, ma accertati piuttosto che la sua voce biografica contenga il template Bio e che i dati anagrafici siano correttamente compilati. Se il template Bio manca, inseriscilo tu stesso o, in alternativa, metti l'avviso {{tmp\|Bio}} che ne segnala la mancanza. Se i dati riportati sono sbagliati, correggi direttamente la voce biografica; le modifiche saranno visibili in questa lista entro pochi giorni. Per chiarimenti vedi il progetto biografie. La lista contiene solo le 267 persone che sono citate nell'enciclopedia e per le quali è stato implementato correttamente il template Bio. Pagina aggiornata al 18 lug 2025. |

- 1º ottobre - Dave Arneson, autore di giochi statunitense († 2009)
- 1º ottobre - Massimo Buscemi, attore e personaggio televisivo italiano
- 1º ottobre - Aaron Ciechanover, biologo israeliano
- 1º ottobre - Stephen Collins, attore e cantante statunitense
- 1º ottobre - Davide Croff, banchiere, dirigente d'azienda e dirigente pubblico italiano
- 1º ottobre - Mariska Veres, cantante olandese († 2006)
- 1º ottobre - Sigfrido Fontanelli, ciclista su strada italiano († 2004)
- 1º ottobre - Jack Gillespie, ex cestista statunitense
- 1º ottobre - James Gordon Jr., politico filippino († 2021)
- 1º ottobre - Jun Kamiwazumi, ex tennista giapponese
- 1º ottobre - Aleardo Merlin, politico italiano († 2014)
- 1º ottobre - Carolyn Seymour, attrice britannica
- 1º ottobre - Adriano Tilgher, politico italiano
- 1º ottobre - Martin Turner, bassista e compositore britannico
- 2 ottobre - Joseph Deschoenmaecker, ex ciclista su strada e dirigente sportivo belga
- 2 ottobre - Franco Narducci, politico italiano
- 2 ottobre - Marijan Novak, ex calciatore jugoslavo
- 2 ottobre - Dieter Pfaff, attore tedesco († 2013)
- 2 ottobre - Kazufumi Sakai, ex cestista giapponese
- 3 ottobre - John Perry Barlow, poeta, saggista e attivista statunitense († 2018)
- 3 ottobre - Nicolò Cannella, carabiniere italiano († 1968)
- 3 ottobre - Giovanni Crema, politico italiano
- 3 ottobre - John Jansen, produttore discografico statunitense
- 3 ottobre - Józef Klose, ex calciatore polacco
- 3 ottobre - Hopeton Lewis, cantante, arrangiatore e disc jockey giamaicano († 2014)
- 3 ottobre - William Peel, III conte Peel, politico e imprenditore inglese
- 3 ottobre - Janne Lucas, cantautore e pianista svedese
- 3 ottobre - Michele Profeta, serial killer italiano († 2004)
- 3 ottobre - Mineo Yoshikawa, ex cestista giapponese
- 3 ottobre - Rajko Đurić, scrittore, poeta e politico serbo († 2020)
- 4 ottobre - Julien Clerc, cantautore francese
- 4 ottobre - Werther Cornieti, arbitro di calcio e dirigente sportivo italiano († 2012)
- 4 ottobre - Valerio Eletti, illustratore, giornalista e saggista italiano
- 4 ottobre - Jim Fielder, bassista statunitense
- 4 ottobre - Nobuo Kawakami, ex calciatore giapponese
- 4 ottobre - Ronnie Leahy, tastierista e compositore britannico
- 4 ottobre - Stefan Persson, imprenditore svedese
- 4 ottobre - Jannick Top, compositore, arrangiatore e bassista francese
- 4 ottobre - Paolo Uggè, sindacalista e politico italiano
- 4 ottobre - Paolo Vitelli, imprenditore e politico italiano († 2024)
- 4 ottobre - Ann Widdecombe, politica, scrittrice e personaggio televisivo britannica
- 5 ottobre - Fabio Barbieri, giornalista e scrittore italiano († 2005)
- 5 ottobre - Giovanni D'Ercole, vescovo cattolico italiano
- 5 ottobre - Gary Edwards, ex hockeista su ghiaccio canadese
- 5 ottobre - Brian Johnson, cantante britannico
- 5 ottobre - Marcelo Lara, ex tennista messicano
- 5 ottobre - Mal Peet, scrittore e illustratore britannico († 2015)
- 5 ottobre - Michèle Pierre-Louis, politica haitiana
- 5 ottobre - Gary Rensing, ex calciatore statunitense
- 5 ottobre - Graham Turner, ex calciatore, allenatore di calcio e dirigente sportivo inglese
- 6 ottobre - Francesco Michele Barra, politico italiano
- 6 ottobre - Jurij Vasilievič Bazlov, compositore di scacchi russo
- 6 ottobre - Maria Cocco, politica italiana
- 6 ottobre - Klaus Dibiasi, ex tuffatore e dirigente sportivo italiano
- 6 ottobre - Josef Fendt, ex slittinista tedesco occidentale
- 6 ottobre - Giovanni Fiandaca, giurista e storico italiano
- 6 ottobre - Auretta Gay, attrice italiana († 1996)
- 6 ottobre - Martin Kunz, storico dell'arte svizzero († 2021)
- 6 ottobre - Paul Martinez, musicista britannico († 2024)
- 6 ottobre - Fumikazu Nakagawa, allenatore di pallacanestro giapponese
- 6 ottobre - Christian Piot, allenatore di calcio e ex calciatore belga
- 6 ottobre - Millie Small, cantante giamaicana († 2020)
- 7 ottobre - John Bolt, teologo statunitense
- 7 ottobre - John Brosnan, romanziere e saggista australiano († 2005)
- 7 ottobre - Luigi Cocilovo, politico e sindacalista italiano
- 7 ottobre - Reiko Kuroda, chimica giapponese
- 7 ottobre - Jill Larson, attrice statunitense
- 7 ottobre - Luca Novelli, scrittore, disegnatore e giornalista italiano
- 7 ottobre - Franco Vannini, ex calciatore e allenatore di calcio italiano
- 7 ottobre - Pip Williams, produttore discografico, arrangiatore e chitarrista britannico
- 8 ottobre - Bob van Asperen, clavicembalista, organista e direttore d'orchestra olandese
- 8 ottobre - Vítor Damas, calciatore portoghese († 2003)
- 8 ottobre - Renata De Lorenzo, storica italiana
- 8 ottobre - Mel Judah, giocatore di poker australiano
- 8 ottobre - Norton Knatchbull, III conte Mountbatten di Birmania, nobile inglese
- 8 ottobre - Emiel Puttemans, ex mezzofondista e maratoneta belga
- 8 ottobre - Kurt Rydl, basso austriaco
- 8 ottobre - Bernard Talvard, ex schermidore francese
- 8 ottobre - Marcello Varallo, dirigente sportivo e ex sciatore alpino italiano
- 8 ottobre - Jimmy Wilson, cestista statunitense († 2012)
- 9 ottobre - Paolo Benvenuti, giurista e filosofo italiano
- 9 ottobre - France Gall, cantante francese († 2018)
- 9 ottobre - Isaac Ikhouria, ex pugile nigeriano
- 9 ottobre - Henryk Iwaniec, matematico polacco
- 9 ottobre - Jacques Jouet, scrittore francese
- 9 ottobre - Robert Mark Kamen, sceneggiatore statunitense
- 9 ottobre - Gaetano Montenegro, allenatore di calcio e ex calciatore italiano
- 9 ottobre - Jan Popiel, ex hockeista su ghiaccio canadese
- 9 ottobre - Maria Antonietta Sartori, politica italiana
- 9 ottobre - Pirmin Stierli, ex calciatore svizzero
- 9 ottobre - Sandra Tomlinson, ex cestista australiana
- 9 ottobre - Noël Vantyghem, ciclista su strada e dirigente sportivo belga († 1994)
- 9 ottobre - Rita Wilden, ex velocista tedesca
- 10 ottobre - Gary Beach, attore statunitense († 2018)
- 10 ottobre - Ken Jennings, attore teatrale e cantante statunitense
- 10 ottobre - Mambwene Mana, ex calciatore della Repubblica Democratica del Congo
- 11 ottobre - Vincenzo Franceschelli, giurista italiano
- 11 ottobre - Charles Freeman, storico e scrittore britannico
- 11 ottobre - Marzio Lucchesi, vignettista e animatore italiano
- 11 ottobre - Giorgio Morini, allenatore di calcio e ex calciatore italiano
- 11 ottobre - Loukas Papadīmos, economista e politico greco
- 11 ottobre - Alan Pascoe, ex ostacolista britannico
- 11 ottobre - Salvatore Tatarella, politico italiano († 2017)
- 12 ottobre - Margareta Arvidsson, modella svedese
- 12 ottobre - Helmut Losch, sollevatore tedesco orientale († 2005)
- 12 ottobre - Francisco Rebelo, ex calciatore portoghese
- 12 ottobre - Chris Wallace, giornalista e conduttore televisivo statunitense
- 12 ottobre - Randy West, attore pornografico statunitense († 2024)
- 13 ottobre - Susan Blommaert, attrice statunitense
- 13 ottobre - Joe Dolce, cantautore, scrittore e poeta statunitense
- 13 ottobre - Antonio Espinós, dirigente sportivo spagnolo
- 13 ottobre - Adriano Fedele, ex calciatore e allenatore di calcio italiano
- 13 ottobre - Sammy Hagar, cantante e chitarrista statunitense
- 13 ottobre - Bob Houghton, allenatore di calcio e ex calciatore inglese
- 13 ottobre - Avi Lerner, produttore cinematografico israeliano
- 13 ottobre - Robert David Levin, pianista, musicologo e compositore statunitense
- 14 ottobre - Al Atkins, cantante britannico
- 14 ottobre - Norman Harris, chitarrista, cantautore e produttore discografico statunitense († 1987)
- 14 ottobre - Charlie Joiner, ex giocatore di football americano statunitense
- 14 ottobre - Dušan Krchňák, ex arbitro di calcio cecoslovacco
- 14 ottobre - Bob Kuechenberg, giocatore di football americano statunitense († 2019)
- 14 ottobre - Robert Mintkiewicz, ex ciclista su strada francese
- 14 ottobre - Nikolai Volkoff, wrestler statunitense († 2018)
- 14 ottobre - Rikky von Opel, pilota di Formula 1 liechtensteinese
- 14 ottobre - Yonfan, regista, sceneggiatore e fotografo hongkonghese
- 14 ottobre - Juan del Río Martín, arcivescovo cattolico spagnolo († 2021)
- 15 ottobre - Jaroslav Bendl, calciatore cecoslovacco († 2025)
- 15 ottobre - Freddy Antonio de Jesús Bretón Martínez, arcivescovo cattolico dominicano
- 15 ottobre - László Fazekas, allenatore di calcio e ex calciatore ungherese
- 15 ottobre - Roberto Ferri, cantautore, paroliere e scrittore italiano († 2022)
- 15 ottobre - Alessandro Ghibellini, ex pallanuotista italiano
- 15 ottobre - Lynn Lowry, attrice statunitense
- 15 ottobre - Jan Niklas, attore tedesco
- 15 ottobre - Marco Pacetti, ingegnere italiano
- 15 ottobre - János Steinmetz, pallanuotista ungherese († 2007)
- 16 ottobre - Oreste Cinquini, dirigente sportivo italiano
- 16 ottobre - Ivan Dychovičnyj, regista sovietico († 2009)
- 16 ottobre - Margherita Fumero, attrice e comica italiana
- 16 ottobre - Terry Griffiths, giocatore di snooker gallese († 2024)
- 16 ottobre - Tom Martin, ex hockeista su ghiaccio e allenatore di hockey su ghiaccio canadese
- 16 ottobre - Margherita Spiluttini, fotografa austriaca († 2023)
- 16 ottobre - Bob Weir, cantante e chitarrista statunitense
- 16 ottobre - David Zucker, regista, sceneggiatore e produttore cinematografico statunitense
- 17 ottobre - Gaudenz Beeli, bobbista svizzero
- 17 ottobre - Valdir Espinosa, allenatore di calcio brasiliano († 2020)
- 17 ottobre - Simi Garewal, attrice, regista e conduttrice televisiva indiana
- 17 ottobre - Gene Green, politico statunitense
- 17 ottobre - Margo Jefferson, scrittrice e giornalista statunitense
- 17 ottobre - Michael McKean, attore e musicista statunitense
- 17 ottobre - Antonio Salutini, ex ciclista su strada e dirigente sportivo italiano
- 17 ottobre - Roberto Stefanello, ex calciatore italiano
- 17 ottobre - Ross Wales, ex nuotatore statunitense
- 18 ottobre - Stefan Aladžov, allenatore di calcio e ex calciatore bulgaro
- 18 ottobre - Leonardo Bonanno, vescovo cattolico italiano
- 18 ottobre - Job Cohen, politico olandese
- 18 ottobre - Giovanni Di Pietro, politico italiano
- 18 ottobre - Giulio Iellini, ex cestista e allenatore di pallacanestro italiano
- 18 ottobre - John Johnson, cestista statunitense († 2016)
- 18 ottobre - John McGarty, ex calciatore scozzese
- 18 ottobre - Joe Morton, attore, cantante e tastierista statunitense
- 18 ottobre - Laura Nyro, cantautrice, compositrice e pianista statunitense († 1997)
- 18 ottobre - Alex Napier, batterista, polistrumentista e compositore britannico († 2023)
- 18 ottobre - Alfonso Santagata, attore e regista italiano
- 18 ottobre - Jorge Ubaldo Traverso, ex calciatore argentino
- 18 ottobre - Óscar Julio Vian Morales, arcivescovo cattolico guatemalteco († 2018)
- 19 ottobre - Luciano Capelli, vescovo cattolico e missionario italiano
- 19 ottobre - Giorgio Cavazzano, fumettista italiano
- 19 ottobre - Joseph Edward Rozzo, fotografo, docente e regista statunitense
- 19 ottobre - Kundan Shah, regista e sceneggiatore indiano († 2017)
- 19 ottobre - Gunnar Staalesen, scrittore norvegese
- 20 ottobre - Catherine Cuche, ex sciatrice alpina svizzera
- 20 ottobre - Franco Diogene, attore italiano († 2005)
- 20 ottobre - Giovanni Girlando, mafioso italiano († 1990)
- 20 ottobre - Frans Kerremans, ex ciclista su strada e pistard belga
- 20 ottobre - Bernard Lapasset, dirigente sportivo e rugbista a 15 francese († 2023)
- 20 ottobre - Ronaldo Veitía Valdivié, judoka e allenatore di judo cubano († 2022)
- 21 ottobre - Bill Bentley, ex calciatore inglese
- 21 ottobre - Yoshikazu Ebisu, fumettista e attore giapponese
- 21 ottobre - Riccardo Fogli, cantautore e bassista italiano
- 21 ottobre - Robert Nieman, ex pentatleta e schermidore statunitense
- 21 ottobre - Terry Parmenter, ex calciatore inglese
- 21 ottobre - Keith Shepherd, ex sciatore alpino canadese
- 22 ottobre - Haley Barbour, politico e avvocato statunitense
- 22 ottobre - Frank Barton, ex calciatore inglese
- 22 ottobre - Eleonora Bergman, storica dell'architettura polacca
- 22 ottobre - Porkchop Cash, ex wrestler statunitense
- 22 ottobre - Godfrey Chitalu, calciatore e allenatore di calcio zambiano († 1993)
- 22 ottobre - Deepak Chopra, scrittore e medico indiano
- 22 ottobre - Hugh N. Kennedy, islamista inglese
- 22 ottobre - Mauro Paissan, politico e giornalista italiano
- 23 ottobre - Miles Anderson, attore britannico
- 23 ottobre - Marcus Borges, ex schermidore brasiliano
- 23 ottobre - Kazimierz Deyna, calciatore polacco († 1989)
- 23 ottobre - Frank DiLeo, produttore cinematografico e attore statunitense († 2011)
- 23 ottobre - Agustín Cortés Soriano, vescovo cattolico spagnolo
- 23 ottobre - Abd al-Aziz al-Rantissi, politico palestinese († 2004)
- 24 ottobre - Barbara Cassin, filologa, filosofa e germanista francese
- 24 ottobre - Borislav Džaković, allenatore di pallacanestro serbo († 2019)
- 24 ottobre - Boris Frumin, regista sovietico
- 24 ottobre - Kevin Kline, attore statunitense
- 24 ottobre - Derek Smethurst, ex calciatore sudafricano
- 24 ottobre - Nikolaus del Liechtenstein, principe e diplomatico liechtensteinese
- 25 ottobre - Mickey McGee, batterista statunitense († 2020)
- 25 ottobre - Frank Munro, allenatore di calcio e calciatore scozzese († 2011)
- 25 ottobre - Requena Nozal, pittore spagnolo
- 25 ottobre - Bobby Rhodes, attore italiano
- 25 ottobre - Mary Spiteri, cantante maltese
- 25 ottobre - Glenn Tipton, chitarrista britannico
- 26 ottobre - Ian Ashley, pilota di Formula 1 britannico
- 26 ottobre - Monique Capron, farmacologa francese
- 26 ottobre - Jim Clack, giocatore di football americano statunitense († 2006)
- 26 ottobre - Reg Empey, politico britannico
- 26 ottobre - Szabolcs Fazakas, politico ungherese († 2020)
- 26 ottobre - Alberto Franceschini, terrorista italiano († 2025)
- 26 ottobre - Bernd Hartstein, tiratore a segno tedesco († 2002)
- 26 ottobre - Kenzo Kitakata, scrittore giapponese
- 26 ottobre - Vjačeslav Krištofovič, regista sovietico
- 26 ottobre - David D. Phelps, politico statunitense
- 26 ottobre - Hillary Clinton, politica, avvocata e diplomatica statunitense
- 26 ottobre - Walter Spedicato, politico italiano († 1992)
- 26 ottobre - Mauro Wolf, semiologo e sociologo italiano († 1996)
- 26 ottobre - José María Yanguas Sanz, vescovo cattolico spagnolo
- 27 ottobre - José Luis Abilleira, ex ciclista su strada spagnolo
- 27 ottobre - Galina Alekseeva, tuffatrice sovietica († 2024)
- 27 ottobre - James Cosmo, attore britannico
- 27 ottobre - Gunter Demnig, artista tedesco
- 27 ottobre - Viktor Fëdorovič Karpuchin, agente segreto sovietico († 2003)
- 27 ottobre - Gabriele Parenti, scrittore, regista e giornalista italiano
- 28 ottobre - Fulvio Conti, dirigente d'azienda e dirigente pubblico italiano
- 28 ottobre - David Dixon, attore e sceneggiatore britannico
- 28 ottobre - José Manuel Fernández Nieves, ex calciatore e allenatore di calcio spagnolo
- 28 ottobre - Charlie, cantante ungherese
- 28 ottobre - Valter Mainetti, imprenditore, editore e dirigente d'azienda italiano
- 28 ottobre - Henri Michel, calciatore e allenatore di calcio francese († 2018)
- 28 ottobre - Sergej Poltorackij, ex sollevatore sovietico
- 28 ottobre - Vanda Radicchi, cantante italiana
- 28 ottobre - Helena Takalo, ex fondista finlandese
- 29 ottobre - André Carpentier, scrittore canadese
- 29 ottobre - Ennio Cavalli, poeta, giornalista e scrittore italiano
- 29 ottobre - Richard Dreyfuss, attore statunitense
- 29 ottobre - Fernando Fratarcangeli, giornalista, scrittore e critico musicale italiano
- 29 ottobre - Þorsteinn Pálsson, politico islandese
- 29 ottobre - José Quintanilla, calciatore salvadoregno († 1977)
- 29 ottobre - Mimmo Rafele, regista e sceneggiatore italiano
- 29 ottobre - Stephan Schmidheiny, imprenditore svizzero
- 29 ottobre - Ferdel Schröder, politico belga († 2013)
- 29 ottobre - Coline Serreau, regista, sceneggiatrice e attrice francese
- 29 ottobre - Robert Service, storico britannico
- 30 ottobre - Jane Anne Jayroe, ex modella e politica statunitense
- 30 ottobre - René Exbrayat, allenatore di calcio e calciatore francese († 2023)
- 30 ottobre - Antonio Moresco, scrittore, saggista e drammaturgo italiano
- 30 ottobre - Alain Penz, ex sciatore alpino francese
- 30 ottobre - Gabi Rosendoren, calciatore israeliano († 1980)
- 30 ottobre - Timothy B. Schmit, cantautore e bassista statunitense
- 30 ottobre - Luca Serianni, linguista e italianista italiano († 2022)
- 31 ottobre - Carmen Alborch, scrittrice e politica spagnola († 2018)
- 31 ottobre - Alberto Bigon, ex calciatore e allenatore di calcio italiano
- 31 ottobre - Andrea Hall, attrice statunitense
- 31 ottobre - Deidre Hall, attrice televisiva e ex modella statunitense
- 31 ottobre - Jennifer Hosten, modella grenadina
- 31 ottobre - Fulvio Antonio Iannaco, docente | Attività2 =saggista italiano († 2019)
- 31 ottobre - Gaetano Legnaro, ex calciatore italiano
- 31 ottobre - Giovanni Maciocco, ingegnere e architetto italiano
- 31 ottobre - Andrea Rau, attrice tedesca
- 31 ottobre - Frank Shorter, ex maratoneta statunitense
- 31 ottobre - Howard Skempton, compositore, pianista e fisarmonicista inglese
- 31 ottobre - Herman Van Rompuy, politico belga